# Circulación Brewer-Dobson
La circulación Brewer-Dobson es un modelo de circulación atmosférica propuesto por Alan Brewer en 1949 y Gordon Dobson en 1956, que intenta explicar por qué el aire tropical tiene menos ozono que el aire polar, aun cuando la estratosfera de los trópicos es donde se produce la mayor parte del ozono atmosférico. Los fundamentos de la circulación fueron propuestos por primera vez por Gordon Dobson Es un modelo simple de circulación que postula la existencia de una lenta corriente en el hemisferio que está en fase invernal y que redistribuye el aire desde los trópicos a las latitudes medias. La circulación Brewer-Dobson está conducida por ondas atmosféricas, y pueden estar siendo aceleradas por el cambio climático, lo que alteraría la distribución global de la capa de ozono, favoreciendo su recuperación en latitudes altas.

## Circulación
La circulación de Brewer-Dobson es impulsada por ondas atmosféricas a escala planetaria, en concreto Ondas de Rossby, lo que provoca un arrastre hacia el oeste y, por tanto, una acción de bombeo hacia los polos para conservar el momento angular.

## Impactos globales
Debido a que mueve el aire hacia dentro y fuera de la estratosfera, la circulación de Brewer-Dobson determina la edad media y el tiempo de residencia de los gases estratosféricos, así como las temperaturas tropicales de la tropopausa y el vapor de agua estratosférico.  La circulación de Brewer-Dobson afecta directamente a la distribución y abundancia de la capa de ozono al moverlo de los trópicos hacia los polos.  Este transporte ayuda a explicar por qué el aire tropical tiene menos ozono que el aire polar, a pesar de que la estratosfera tropical es donde se produce la mayor parte del ozono atmosférico. La circulación de Brewer-Dobson también influye en la vida útil de las sustancias que degradan el ozono y de algunos gases de efecto invernadero.

## Aceleración debido al efecto invernadero
El interés en la circulación de Brewer-Dobson ha aumentado en el siglo XXI debido a las predicciones de los modelos de circulación general y los modelos de química-clima de que la circulación se acelerará debido al cambio climático inducido por los gases de efecto invernadero. Las observaciones han confirmado recientemente que la circulación de Brewer-Dobson se ha acelerado en aproximadamente un 2,0 % por década durante las últimas cuatro décadas, lo que ha provocado un enfriamiento de la parte tropical inferior de la estratosfera y un calentamiento en latitudes altas. 